# Badshot Range
Badshot Range är ett berg i Kanada.   Det ligger i provinsen British Columbia, i den södra delen av landet, 3 100 km väster om huvudstaden Ottawa. Toppen på Badshot Range är 1 392 meter över havet.
Terrängen runt Badshot Range är huvudsakligen bergig. Trakten runt Badshot Range är nära nog obefolkad, med mindre än två invånare per kvadratkilometer..
Trakten runt Badshot Range består i huvudsak av gräsmarker.